# Sextus Pomponius
Sextus Pomponius (2. század) római jogtudós.

## Élete
Életéről mindössze annyit tudunk, hogy Hadrianus és Antoninus Pius uralkodása alatt. Magánjoggal foglalkozott, a pandecták sok munkájának kivonatát megőrizték.